# Lacépède (plaats)
Lacépède is een gemeente in het Franse departement Lot-et-Garonne (regio Nouvelle-Aquitaine) en telt 287 inwoners (2008). De plaats maakt deel uit van het arrondissement Agen.

## Geografie
De oppervlakte van Lacépède bedraagt 11,5 km², de bevolkingsdichtheid is 21,5 inwoners per km².
De onderstaande kaart toont de ligging van Lacépède (plaats) met de belangrijkste infrastructuur en aangrenzende gemeenten.

## Demografie
Onderstaande figuur toont het verloop van het inwonertal (bron: INSEE-tellingen).